# Govindapura, Shimoga
Govindapura là một làng thuộc tehsil Shimoga, huyện Shimoga, bang Karnataka, Ấn Độ.